# Romersk religion
Romersk religion tog sin begyndelse i den traditionelle religion, der blev praktiseret af befolkningen i byen Rom og Tiberdalen i det centrale Italien. Da Rom var blevet centrum i et vidtstrakt imperium, kom romersk religion til at betegne en mængde meget forskelligartede kultfællesskaber og religioner, som alle blev dyrket af rigets indbyggere. De kilder vi i dag har til rådighed fortæller ikke meget om den tidligste romerske religion, som den var før 2. årh. f.Kr., og romersk religion var da allerede blevet så opblandet med især græske og etruskiske elementer, at det er meget svært at skelne, hvad der oprindeligt har været romersk. Den tidligste religion bar præg af animisme, idet så godt som alle fænomener, begivenheder og begreber fandtes personificeret i en guddom, og disse guder var aktive medspillere i dagliglivet.
Efterhånden som Romerriget voksede og blev til et imperium, der først omfattede hele den italiske halvø og siden alle landene omkring Middelhavet, blev den fremmede påvirkning af religionen endnu større. Den græske var stadig særlig stærk, og den romerske gudekreds kom i store træk til at svare til den græske, idet der ofte blev etableret faste oversættelser mellem det romerske og det græske panteon. Guder og kulter blev dog også importeret andre steder fra, f.eks. blev den egyptiske gudinde Isis meget populær, ligesom Den store moder (Magna Mater) fra Lilleasien og Mithras fra Persien. Denne udvikling betød, at man allerede i antikken diskuterede, hvad romersk religion egentlig var. Den traditionelle romerske religion mistede langsomt terræn allerede i republikkens tid. I kejsertiden vandt et bredt spektrum af nye religioner frem, men efter 4. årh. e.Kr. blev kristendommen den altdominerende religion.

## Historie

### Tidligste romerske religion
Ordet religion (religio) stammer selv fra det latinske sprog og betyder ærefrygt/respekt for især det guddommelige. I det romerske samfund blev de anerkendte religioner betegnet som religio, de indgik som en del af statskulten, og det blev forventet at tilhængerne bad for statens bedste. Modsætningen til religio var superstitio, som normalt oversættes med overtro, det betegner den forbudte religion, som ikke blev praktiseret til samfundet og menneskenes bedste, og som ligefrem kunne være samfundsomstyrtende.
Der findes ingen overleverede kilder fra Roms allertidligste historie; kun beretninger om de legendariske bedrifter omkring byens grundlæggelse fortalt af senere forfattere. Disse beretninger fortæller, at Rom oprindeligt var et kongedømme, og senere kilder indikerer, at kongerne også var religiøse overhoveder, som stod i spidsen for statskulten. Efter indførelsen af republikken blev kongens funktioner, herunder også de religiøse, delt ud på flere embeder.
Den romerske religion og kultur blev først udviklet inden for en etruskisk sammenhæng, og senere under stærk indflydelse fra grækerne i Syditalien. Romernes oprindelige religion bestod ikke primært af en serie myter, men af en kompleks og stadig her og nu-interaktion mellem guder og mennesker. Guder var tilstede i alle synlige fænomener, træer, floder, huse, dyr, personer osv., hvert eneste sted, ting og menneske havde deres egen guddom, så antallet af guder var uendeligt. I spidsen for guderne stod en triade, der bestod af himmelguden Jupiter, krigsguden Mars og folkeguden Quirinus. Allerede tidligt blev fremmede guddomme importeret særligt fra de græske områder.

### Religion i republikansk tid
Religion og samfundsinstitutioner var i hele Romerrigets historie tæt sammenknyttet. Begivenheder og handlinger, der vedrørte staten, blev altid ledsaget af ritualer. Der blev f.eks. taget varsler forud for vigtige beslutninger, offentlige embeder indebar religiøse forpligtelser og offerfester blev arrangeret året rundt på særlige dage. Statskulten var underlagt et kollegium af pontifexer (Collegium Pontificum), hvis leder var pontifex maximus, en slags romersk ypperstepræst. Blandt de andre præsteskaber var augurerne, som tog varsler, flaminerne, der forestod kulten for de forskellige guder, og haruspexerne, som spåede ud fra dyrs indvolde og andre naturfænomener.
Efterhånden som kontakten til den græske verden blev stærkere, blev de gamle romerske guder i første omgang associeret med de græske, og senere blev de helt identificeret med dem, og de meget righoldige græske myter blev knyttet til deres romerske modstykker: Jupiter blev opfattet som den samme som Zeus, Mars blev identificeret med Ares osv., men der var samtidigt vigtige forskelle mellem de to panteoner; Jupiter og de andre romerske guder mistede aldrig helt deres italiske præg.

#### Religion og filosofi
Sammen med den øvrige græske kulturimport opnåede den græske filosofi stor popularitet i Rom, og den fik stor betydning for udviklingen af den romerske religion. I antikken skelnede man ikke i samme grad mellem religion, filosofi og videnskab, som man gør i vore dage. Kristendommen blev f.eks. af kristne ofte kaldt den højeste filosofi, og Josefus, der selv var jøde, beskrev uden videre de forskellige retninger inden for jødedommen som filosofiske skoler.
Grundidéen i den græske naturfilosofi var at opnå viden om naturen for derved at få svar på de grundlæggende spørgsmål om livet og en indsigt i kosmos. Derved kom filosofien hurtigt til at krydse ind i, hvad tidligere havde været religionens domæne. I mange tilfælde smeltede religion og filosofi sammen, for eksempel i de religiøse systemer gnosticisme og astrologi, der begge byggede på filosofiske og videnskabelige erkendelser (videnskaben skal her forstås i dens antikke kontekst).
I andre tilfælde førte filosofiens indtog i kosmologien til religionskritik og ateisme. Denne rationelle filosofi, som blandt andet blev udviklet af Epikur, fik også indflydelse i Rom. Religionskritikken udviklede sig hos Epikur til et opgør med den traditionelle mytologiske verdensforståelse. Således hævdede han f.eks., at guderne – hvis de fandtes – var underlagt de samme love som mennesket og derfor ikke kunne gribe ind i menneskets tilværelse. Modsat Epikur argumenterede en anden vigtig skole i Rom, stoikerne, for den tanke, at der gaves et guddommeligt forsyn, der kunne dirigere tingenes gang, hvilken opfattelse blev grundlaget for deres teologi. Den filosofiske religionskritik i Rom kom dog mest til udtryk gennem en udbredt kritik af den mere folkelige religiøse praksis og overtro (superstitio).
Græsk filosofi blev tidligt meget populær i den romerske overklasse, og den fik i 1. årh. f.v.t. stor betydning for den romerske statskult. De medlemmer af patricierstanden, som traditionelt beklædte de romerske præsteembeder, havde mistet troen på de traditionelle ritualer, og derved mistede præsteembederne meget af deres prestige og indhold og blev nu mest brugt i politiske sammenhænge. Under de borgerkrige, der førte til Augustus' magtovertagelse, skete der et yderligere tab af religiøse traditioner, og den romerske religions rolle i offentlige sammenhænge blev i stigende grad reduceret til et politisk redskab. I kejsertiden, der fulgte, blev statskulten mere og mere et anliggende for kejserhuset.

### Religiøse forandringer i kejsertidens Rom
Med den store indvandring til Rom og byens medfølgende vækst til en millionby forsvandt grundlaget for den gamle religion langsomt; i bylivet forsvandt forbindelsen til den oprindelige landbrugskultur, mens nye krav og problemer opstod. Dér, hvor den gav mening, fortsatte den traditionelle religion, f.eks. i de store slægter, inden for husstanden eller i magiske ritualer, mens den andre steder, f.eks. blandt de indvandrere, som havde forladt deres slægtsegn, mistede sin betydning.
I sit eftermæle, Res Gestae, nævner Augustus, at han har genindført ”... de gamles forsvindende skikke ...” (exempla maiorum exolescentia), hvormed han mener, at han har vendt udviklingen efter et århundrede, hvor statskulten i store træk blev negligeret. Denne revitalisering var dog samtidig en innovation, da de gamle ritualer fik både ny betydning og indhold, så de bruges til at understøtte Augustus’ nye position som enehersker over Romerriget.
Statskulten blev efterhånden helt et anliggende for kejserhuset. Embedet pontifex maximus smeltede hos Augustus sammen med kejserens embede, og på denne måde blev al offentlig religion i byen underlagt kejseren. De senere kejsere overtog alle titlen ved deres indsættelse – det var det eneste formelle embede, alle kejsere og kun kejserne besad. Augustus gennemførte også en reform af statskulten, hvis officielle formål det var at genoprette traditionel praksis fra før 1. årh. f.v.t. – det blev dog i alt væsentligt på kejserens præmisser.

#### Nye religioner
Et overblik over religionen i Romerriget i de første århundreder efter vor tidsregning vil vise et meget broget billede. Religiøse traditioner fra alle dele af riget blev praktiseret tæt sammen og påvirkede derfor gensidigt hinanden. Flere nye religioner opstod – i mange tilfælde som blandinger af ældre. Et vigtigt element i romernes religion var dog kontinuiteten og stabiliteten i de offentlige ritualer, som hele samfundet identificerede sig med. Samtidigt var der et konstant lag af såkaldt folkereligiøsitet, der var præget af magiske og divinatoriske ritualer, dæmontro og orakler.
Mens den traditionelle religion levede videre, fandt der store forandringer sted i opfattelsen af individet i forhold til det guddommelige. Religion blev i stigende grad et udtryk for det enkelte menneskes valg mere end en selvfølgelig del af hverdagen; det var fx en personlig beslutning at lade sig indvie i en af de mange mysteriereligioner, der vandt frem på denne tid. Denne individualisering hang sammen med opblomstringen af frelsesmotivet: At mennesket kan blive frelst fra denne (dårlige) verden til en guddommelig (og bedre) efter døden. En anden vigtig tendens i tiden er monoteismen; i takt med etableringen af en romersk kosmologi udvidede de største guder også deres virkeområde og indoptog i den proces andre guders identitet. Guderne, der i tidligere tider var lokale, blev nu universelle, og hermed opstod der en grobund for missionering og i ekstreme tilfælde forfølgelse af anderledes troende.
Rom var gennem hele kejsertiden præget af mange forskellige religioner, der enten blev indført fra udlandet, opstod i byen eller var en blanding af lokale og fremmede elementer. En af de religionsformer, der havde særlig fremgang, var mysterierne. Disse henvendte sig med deres løfter om personlig frelse i højere grad til de individualiserede bymennesker end de traditionelle folkekulter. De mest populære mysteriereligioner var Isis-, Mithras- og Kybele-kulten samt De eleusinske mysterier. For at indtræde i en mysteriekult skulle man indvies i hemmelighederne gennem særlige ritualer. Der fandtes som regel flere grader af indvielser, der oftest havde en form for forening med guddommen som endegyldigt mål. Med tiden blev én frelsesreligion den dominerende: kristendommen.

### Kristendommens opståen
Kristendommen havde sit udspring i den romerske provins Iudaea, hvorfra den spredte sig først til den jødiske befolkning i de romerske byer og siden til den øvrige ikke-jødiske befolkning, stadig primært i byerne. Hvornår den kom til Rom er usikkert, men Sveton nævner i sin skildring af Claudius’ regeringstid at en gruppe jøder, der var tilhængere af en vis "Chrestos" blev fordrevet fra byen, og dette er ofte blevet udlagt som et bevis på tilstedeværelsen af kristne i Rom allerede på dette tidspunkt. Det er dog meget usikkert, om det vitterligt er de kristne, som nævnes her, idet Chrestos ("Den Salvede") var en udbredt titel for religiøse ledere. Det kan fastslås med langt større sikkerhed, at de kristne var tilstede i Rom under Neros regering, da tilhængere af "Chrestus", der var dømt og henrettet af en romersk statholder i Iudæa blev anklaget for at starte Roms store brand i 64 e.v.t.
Kristendommen opstod i samme periode, som mysteriereligionerne blomstrede, og mange af de elementer, der præger den, er fælles med dem, bl.a. esoterik og idéen om den troendes symbolske død og genopstandelse. I Matthæusevangeliet findes en passage hvor Jesus beskriver disciplene på denne måde: Jer er det givet at kende (ginôskô) himmerrigets hemmeligheder (mystêria). De to begreber ginôskô og mystêria var begge meget udbredte i den sprogbrug, der kendetegnede størstedelen af mysteriereligionerne. Et andet dominerende træk ved alle mysteriereligionerne var fokus på døden fra det hidtidige liv og opstandelse til et nyt og bedre gennem indvielse. Paulus beskriver i Romerbrevet dåbens betydning, bl.a. på denne måde: Vi blev altså begravet med ham (Jesus) ved dåben, for at, som Kristus blev opvakt fra de døde ved Faderens herlighed, således skal også vi leve et helt nyt liv (zôê).
Kristendommen opstod i et kosmopolistisk verdensrige, hvis indbyggere blev påvirket af mange forskellige kulturer. Det har i høj grad præget en ny religion som kristendommen. Dens rødder findes derfor både indenfor den jødiske tradition, men i ligeså høj grad i tidens øvrige religiøsitet og filosofi.

#### Kristenforfølgelser
I løbet af 1. årh. e.v.t. blev kristendommen forbudt i hele Romerriget, og flere kristne blev arresteret og dømt for at bekende sig til kristendommen. De fleste af de tidligste helgener var martyrer, der blev henrettet i denne forbindelse. Modstanden hos den romerske øvrighed mod denne nye religions medlemmer lå som udgangspunkt i det forhold at de var tilhængere af en person, som var blevet dømt og henrettet af myndighederne; en kriminel. Men i begyndelsen af 2. årh. bliver de kristne hovedsagelig anklaget for at dyrke en superstitio (overtro), som står i modsætning til religio (den statsunderstøttende/anerkendte religion), dvs. denne nye religion bliver nu betragtet som potentielt samfundsomstyrtende. Denne romerske opfattelse af religioner som samfundsbevarende ses blandt andet i kejser Galerius’ toleranceedikt fra 311, hvor kristendommen tillades, idet det ikke lykkedes at fjerne den helt. To år senere udstedte Konstantin den Store et generelt toleranceedikt, som omfattede alle religioner, og i sin kommentar til ediktet ser kejseren frem til den kristne guds beskyttelse: De kristne skal bede til deres gud for Vor og Statens og deres egen velfærd.

#### Kristen forfølgelse af romerske hedninge
I 4. årh. e.v.t. blev kristendommen Romerrigets dominerende religion, og allerede i 341 beordrede kejser Constans, at al hedensk gudsdyrkelse og ofring skulle ophøre i rigets vestlige del. Hans bror, Constantius, krævede i 350, at alle hedenske templer blev lukket overalt i Romerriget, og overtrædelse ville medføre dødsstraf. De kristne udnyttede situationen og plyndrede flere templer for deres rigdomme, uden dog at den traditionelle romerske religion ophørte med at blive praktiseret. Den fik endog en kort opblomstring under kejser Julian, som aktivt søgte at nedbryde kristendommens dominans til fordel for især neoplatonismen, men han døde under et felttog mod sassaniderne. Han skulle blive den sidste ikke-kristne kejser. Biskoppen i Milano, Skt. Ambrosius, fik i 382 overtalt kejser Gratian til at konfiskere de hedenske templer og præsters ejendom, og de templer, som overlevede, blev bygget om til kristne kirker. Det mest berømte eksempel er Pantheon i Rom, der blev til en kirke for alle helgener. Hans efterfølger som Østromerske kejser Theodosius fulgte til at begynde med en tolerant linje overfor de ikke-kristne religioner, men i 391 blev alle former for hedenskab alligevel forbudt. Det betød dog ikke at de ikke-kristne religioner forsvandt før flere hundreder år senere.

## Kosmologi
Vi kender i romersk religion ikke til nogen oprindelig kosmologi i egentlig forstand, sådan som det kendes fra fx græsk og nordisk religion.
Forholdet mellem mennesker og guder blev opfattet som en kontrakt, hvor guderne blev forpligtet til at hjælpe menneskene, når menneskene til gengæld dyrkede guderne, og ritualerne var en fornyelse og vedligeholdelse af denne kontrakt. Dette forhold blev reguleret gennem den guddommelige lov (ius divinum), som beskrev både individets og statens forpligtelser over for guderne, og så længe disse forskrifter blev fulgt, var man sikret gudernes velvilje (pax deorum). Denne kontrakt kan forklares som en parallel til det romerske clientela-system.
I romersk religion fandtes flere typer af guder: Én type var de guder, som udelukkende var knyttet til bestemte funktioner, fx pløjning, eller sygdomme, fx feber – disse guder var en personifikation af disse fænomener og blev påkaldt, når det var aktuelt, men havde ikke et præsteskab eller kultfester tilknyttet. En anden type var de kollektive guder, såsom larer, penater og genii, der fortrinsvis spillede en rolle i privatkulten. Geniuskulten var dog i 3. årh. f.v.t. blevet bragt helt op på statsniveau gennem dyrkelsen af Genius populi romani ("Det romerske folks genius"). Senere promoverede Augustus dyrkelsen af sin egen genius i tæt sammenhæng med kulten for gudinden Roma. Endelig var der de store guder, som med tiden blev blandet sammen med det græske pantheon. Disse guder blev ikke kun associeret med enkeltstående funktioner, men havde magt over større områder, fx havet (Neptun), krigen og frugtbarheden (Mars), mens et så vigtigt område som agerbrug havde flere guder: Tellus stod for agerjorden, Ceres for kornet m.m.
Hvor den græske religion allerede tidligt er rig på mytologi, findes en sådan stort set ikke hos det romerske folk. Til gengæld havde romerne mange legendariske fortællinger om Roms grundlæggelse, som primært kendes gennem Livius' beretning, og disse har stærke strukturelle ligheder med andre indoeuropæiske myter om verdens begyndelse og skabelsen af gudernes samfund. Legenden om Æneas og Romulus kan derfor opfattes som en eksemplarisk fortælling om forholdet mellem guder og mennesker, der dannede grundlag for romernes opfattelse af kosmologien.

## Religiøs praksis
I antikkens Rom var religiøs praksis ikke begrænset til templerne, men den fandt sted i alle institutioner og i forbindelse med alle aktiviteter, lige fra krig til madlavning. I religionen blev forholdet mellem guderne og menneskene defineret ud fra et ganske bestemt regelsæt: ius divinum (guddommelig lov), som beskrev både individets og statens forpligtelser over for guderne. Hvis guderne blev dyrket i overensstemmelse med disse regler, ville de hjælpe menneskene. Det centrale i religionen var derfor ritualerne, som mest bestod af ofringer, renselser, processioner, påkaldelse af guderne og varselstydning – af disse elementer var ofring den vigtigste. Religionen var stærkt formalistisk, og der fandtes særlige regler for alle typer af ritualer, som skulle overholdes strengt, førend ritualet virkede.
Ved ofring ønskede en gruppe, hele samfundet eller en enkelt person at forpligte guderne over for de ofrende gennem gaver og æresbevisninger. På denne måde blev der skabt et gensidigt forhold mellem guder og mennesker, som var baseret på udveksling af gaver og tjenesteydelser. Dette forholds natur blev fyndigt formuleret i udtrykket: Do ut des. ("Jeg giver, for at du skal give"). Denne praksis påvirkede også de nye religioner, der opstod i eller kom til Rom og derved fik et særligt romersk præg.
Religionen var opdelt mellem den private huskult og den offentlige statskult. Den romerske kultur var i det hele taget stærkt præget af denne skelnen mellem privat og offentligt, men den traditionelle privatkult var i hele perioden en spejling af den offentlige.

### Privat kult
Den oprindelige kult i private hjem var centreret om en række upersonlige, det vil sige unavngivne guddomme, som kendtes som lares, penates, genii og iunes, og de havde forskellige funktioner i den romerske husholdning. Larerne var husguder og beskyttede overvejende huset eller ejendommen og penaterne beskyttede forrådet. Genius var i hjemmet en guddom tilknyttet pater familias (husfaderen) og juno var tilknyttet mater familias. Familiens overhoved var pater familias; han var som regel slægtens ældste mandlige medlem og besad al magt inden for familien og slægten. Han kunne også være leder af en større gruppe af clientes, som han var patron for. Oprindeligt må genius og juno have været et udtryk for slægtens kraft, frugtbarhed og velstand, men senere blev en genius også tilknyttet lokaliteter, menneskegrupper m.m. Når familien ofrede til genius var det først og fremmest familiens frugtbarhed og velstand den ofrede til, men også til pater familias’ helbred, så i ritualet må pater familias og genius betragtes som værende en og samme. Slægten, slægtsoverhovedet og slægtens medlemmer var i ritualet det samme og blev identificeret med genius, og når paterfamilias ledede kulten i hjemmet, ofrede han også til sig selv og for sig selv.

### Offentlig kult
Der fandtes også en offentlig. Jupiter blev efterhånden til statens gud, og i republikansk tid kan Jupiter nærmest betragtes som Roms konge, da han besidder de tilnavne og ærebevisninger, som ifølge kilderne oprindeligt tilfaldt kongen. Den romerske religion fortsatte som statskult langt ned i kejsertiden og med den også det præsteskab. Det brugte varselstydning, auspicium, til at aflæse, om guderne var med dem, og hvad deres vilje var. Det var offerpræsterne augurerne, der tolkede fuglenes flugt, offerdyrenes indvolde og pludseligt opståede jærtegn. Kun de havde den nødvendige viden, og de skulle bistå embedsmændene. De kunne påvirke de politiske beslutninger med tolkningen af varslerne, da statens vel var afhængig af gudernes velvilje. Denne praksis var svundet hen i løbet af det urolige 1. årh. f.Kr., men Augustus genskabte den i sin regeringstid.
I sit værk Naturalis Historia stiller Plinius den Ældre i forbindelse med en beskrivelse af varslernes betydning spørgsmålstegn ved, om bønnerne til guderne virker. Det viser, at der må have været en diskussion om varsler og bøn. Det fremgår af Plinius’ tekst, at der i hans tid stadig var en udbredt tro på forbindelsen mellem ulykker og forkert udførte ritualer og på bønnens og ritualets virkning som formildende på guderne. Plinius delte denne tro.

#### Menneskeofringer
Dyreofringer var et vigtig element af de romerske ritualer, og de var en del af de fleste ceremonier, men romerne foretog tillige menneskeofringer. I historisk tid, dvs. efter 4. årh. f.Kr. fandt de kun sted i yderst sjældne tilfælde, og kun når statens eksistens var truet, som fx efter slaget ved Cannae hvor græske og galliske slaver blev begravet levende for at dæmpe gudernes vrede.
Andre ritualer kan være levn fra tidligere tiders menneskeofringer: dukker blev hængt fra træer eller kastet i Tiberen fra broer.

#### Religiøse fester
I den tidligste periode af Roms historie, da området stadig var præget en landbrugskultur, havde årstidsritualer stor betydning. De var en meget vigtig del af statskulten i næsten hele Romerrigets historie , da romerne mente, at selve statens trivsel stod på spil ved udførelsen af disse ritualer, og at alle samfundets medlemmer skulle deltage. Hvis det ikke skete, blev det opfattet som et brud på ius divinum, loven der styrede forholdet mellem guder og mennesker.
Fester og ritualer blev fastlagt efter en kalender, og Roms årlige almanak hed Fasti Duirni. I den var det fastlagt, hvilke dage dage der var forbeholdt religiøse ceremonier og fester, og hvornår der var markedsdage og domsdage osv.. Fasti fandtes i to udgaver, én for bybefolkningen (urbani) og én for landbefolkningen (rusticani). Alle årets dage var enten fasti eller nefasti. Fasti betød, at at det var muligt at foretage profane handlinger som handel, domsafsigelser, valg e.lign. uden at fornærme guderne, mens nefasti betød, at dagen var hellig, og derfor var forbeholdt religiøse handlinger. Profane gerninger på en sådan dag, som var gudernes, var et alvorligt brud på ius divinum.
Romerne optog ofte religionerne fra de folkeslag, som de besejrede, og de mange fremmede religioner, der vandt indpas i Rom betød, at antallet af rituelle fester voksede. De nye fester fik deres egen plads i kalenderen, og med tiden overgik antallet af helligdage antallet af hverdage. De oprindelige fester blev bibeholdt, så længe Romerriget stadig var hedensk. Blandt de vigtigste af de gamle fester var Saturnalia og Lupercaliafesten, som begge havde deres rod i de gamle landbrugssamfunds frugtbarhedsritualer. Saturnalia var en karnevalsfest, der blev fejret 17. december og syv dage frem: samfundet blev på kaotisk vis vendt på hovedet; tjenere skulle betjenes af deres herrer, og en mand af lav stand blev valgt til konge. Festen blev fejret, når vintersåningen var overstået, og den skulle sikre et godt høstår.

#### Kejserkult
I kejsertiden blev kejserkulten et væsentligt element i statsreligionen. I selve Rom blev den levende kejser dog aldrig dyrket som en gud, kun hans afdøde og guddommeliggjorte forgængere blev det, men denne kult for de afdøde kejsere var nærmest kun tilstede i statskulten i Rom. I den private sfære og uden for Rom fandtes den praktisk taget ikke. I resten af imperiet var dyrkelsen af den levende kejser langt vigtigere. I selve Rom blev opfattelsen af den kejserlige magt stærkt præget af den traditionelle modstand mod kongedømmet. Æresbevisning og dyrkelse, der smagte for meget af kongedømme, var ikke socialt acceptabelt; den væsentligste grund til at kuppet mod Nero lykkedes, var den almene forargelse over at Nero mere og mere begyndte at opføre sig som en hellenistisk konge.
I Rom indeholdt alle former for sociale kontrakter en forventning om en modydelse. Hvis kejseren modtog æresbevisninger, skulle befolkningen modtage en tak i form af velgørenhed og et godt styre fra herskerens side. Den ultimative taknemmelighed fra staten over for en god hersker var hans guddommeliggørelse efter døden, men det skete kun, hvis senatet betragtede kejseren som “god”. For at straffe en “ond” kejser, kunne senatet dømme ham, som det skete for Nero. Damnatio memoriae var vanærelse af en regent, men ikke hans sletning fra “historien”. Guddommeliggørelse var bestemt ikke nogen tom formalitet, da forholdet mellem kejserhuset og folket var som forholdet mellem guder og mennesker eller forholdet mellem patron og klient.

## Romersk religion i dag
Den romerske religion har en særlig plads i den moderne religionsvidenskab, fordi den har leveret en række termer, som indgår som centrale begreber i forskningen: ritual, sakral (hellig), deus (gud), initiation (indvielse) osv. Disse termer har ændret betydning med tiden.
Mange af de romerske symboler lever som symboler som i John Grays bog: Mænd er fra Mars, kvinder er fra Venus.
Kristendommen opstod hovedsageligt i romersk tid, og mange af de første kristne var en del af det romerske samfund. Derfor kan mange romerske elementer i ritualerne genfindes i kristendommen. Da den civile administration var forsvundet i vest, udfyldte de kirkelige organisationer med biskopperne i spidsen ofte magttomrummet. Det indebar både verdslige og religiøse forpligtelser i lokalsamfundet. De kristne præster var nu ansvarlige for opreholdelsen af forbindelsen mellem menneskene og den guddommelige sfære. Den centrale rolle, som præsteskaberne havde haft i den romerske statskult, blev overført til den kristne præst. Hierarkiet i den romersk-katolske kirke er derfor en videreførelse af den gamle romerske præstehierarki.
Andre elementer af hellenistisk-romersk religiøsitet og kultur kom til at præge udviklingen af den tidlige kristendom. De fleste af kirkefædrene var græsktalende hedningekristne, der var uddannet indenfor den hellenistisk filosofiske tradition. Mange af de problemstillinger, der havde præget de neoplatoniske og stoiske skoler kom også til at præge den kristne teologi. Derfor fravalgte de, der udvalgte tekster til den kristne kanon, i høj grad rent mytiske og legendariske fremstillinger til fordel for de mere filosofiske.

### Sekundærlitteratur
- Jürgen Beyer: Prodigien, i: Enzyklopädie des Märchens. Handwörterbuch zur historischen und vergleichenden Erzählforschung, bd. 10, Berlin og New York 2000-02, sp. 1378-1388
- Per Bilde; Verdensreligionernes hovedværker; Den hellenistisk-romerske verden, 1998 ISBN 87-7763-175-7
- Per Bilde & Mikael Rothstein (ed.); Nye religioner i hellenistisk-romersk tid og i dag, 1999 ISBN 87-7288-761-3
- Carsten Bregengaard: Kristenforfølgelser og kristendom, ANIS, 1992. ISBN 87-7457-119-2
- Averil Cameron: Mediterranean World in Late Antiquity (1993) ISBN 0-415-01420-4
- Otto Due & Jacob Isager (red.); Imperium Romanum, 1993
- Duncan Fishwick, The Imperial Cult in the Latin West. Leiden : Brill, 1987-92.
- Ittai Gradel: Heavenly Honors (1995) Trinity
- Ittai Gradel: Emperor worship and Roman religion. Oxford : Oxford University Press, 2002.
- Ortfried Höffe: Filosofi; Antikken og Middelalderen (da. udg. v. Karsten K. Jensen), 1985 ISBN 87-567-5085-4
- T. Jensen, M. Rothstein & J. Podemann Sørensen (ed.) Gyldendals religionshistorie, Gyldendal, 1994. ISBN 87-00-12196-7
- JHWG. Liebeschuetz, Continuity and Change in Roman Religion. Oxford : Clarendon Press, 1979.
- Sigfred Petersen (ed.): Den nytestamentlige tids historie, Aarhus universitetsforlag, 1994. ISBN 87-7288-498-3
- S.R.F. Price: Rituals and Power. The Roman Imperial Cult in Asia Minor, 1986
- H.H. Scullard: From the Gracchi to Nero, A History of Rome fom 133 b.c. to a.d. 68, 5. udg. 1982 ISBN 0-415-02527-3
- Rodney Stark: The Rise of Christianity, 1996
- Ronald Syme: The Roman Revolution, 1939 ISBN 0-19-881001-6
- Jørgen Podemann Sørensen (red.): Rethinking Religion, Studies in Hellenistic Proces, 1989
- Veit Rosenberger: Gezähmte Götter. Das Prodigienwesen der römischen Republik (=Heidelberger althistorische Beiträge und epigraphische Studien, bd. 27), Stuttgart 1998
- Lily Ross Taylor, The Divinity of the Roman Emperor. Middletown, Conn., 1931
- Chr. Gorm Torzten: Antik Mytologi, 2005 ISBN 87-03-01064-3